# Хаджжі I аль-Музаффар
Аль-Музаффар Сайф ад-Дін Хаджжі ібн Мухаммад (араб. الملك المظفر سيف الدين حاجي بن ن محمد; 1332–1347) — мамелюкський султан Єгипту з династії Бахрітів.

## Життєпис
Зійшов на престол після повалення його зведеного брата Шабана у вересні 1346 року. На той момент йому було лише чотирнадцять років, і він любив поло, тортури та ігри з голубами. Віддавав перевагу компанії борців з нижчих шарів суспільства, а не знатних емірів. Коли делегація емірів дорікнула йому у поганому керівництві державою, він, за легендою, убив кількох голубів на їхніх очах та заявив, що вчинить так само щодо кожного, хто буде суперечити йому.
Фінансове керівництво на той час перебувало у руках еміра Гурлу. За його порадою султан збільшив число своїх мамелюків, закупивши черкеських рабів (сам Гурлу був черкесом). Зусилля Гурлу з концентрації влади у своїх руках і прагнення ліквідувати потенційно небезпечних суперників призвели до змови емірів під керівництвом віце-регента Аріктая ан-Насірі. Гурлу був усунутий від свого поста та вбитий під часмолитви.
Султан Хаджжі пережив свого фаворита ненадовго. У грудні 1347 року повстання емірів завершилось убивством султана. Йому спадкував інший син султана ан-Насіра Мухаммада — Аль-Хасан ан-Насір.